# 常磐炭坑節
常磐炭鉱節（じょうばんたんこうぶし）は、福島県浜通り南部から茨城県北部にかけて伝えられている民謡。

## 歴史
常磐炭田で働く坑員や女性選炭員によって歌われ出したのが始まりで、お座敷唄として酒席などでも歌われるようになり、やがて筑豊の「炭坑節」とともに有名になった。鉱山労働の唄は坑員の移動により広く伝わる特徴があり、のちに栃木県茂木町のマンガン鉱山でも、常磐炭鉱節を基にした「ヤロヤッタ節」が歌われるようになる。「炭坑節」や足尾銅山の「足尾石刀節」にも共通の歌詞があるが、どちらがどちらに影響したかは、現在でははっきりしない。
1970年にはザ・ドリフターズにより、常磐炭鉱節をアレンジした「冗談炭坑節」（作詞：なかにし礼）が歌われた。